# Pablo Antonio de Tarsia

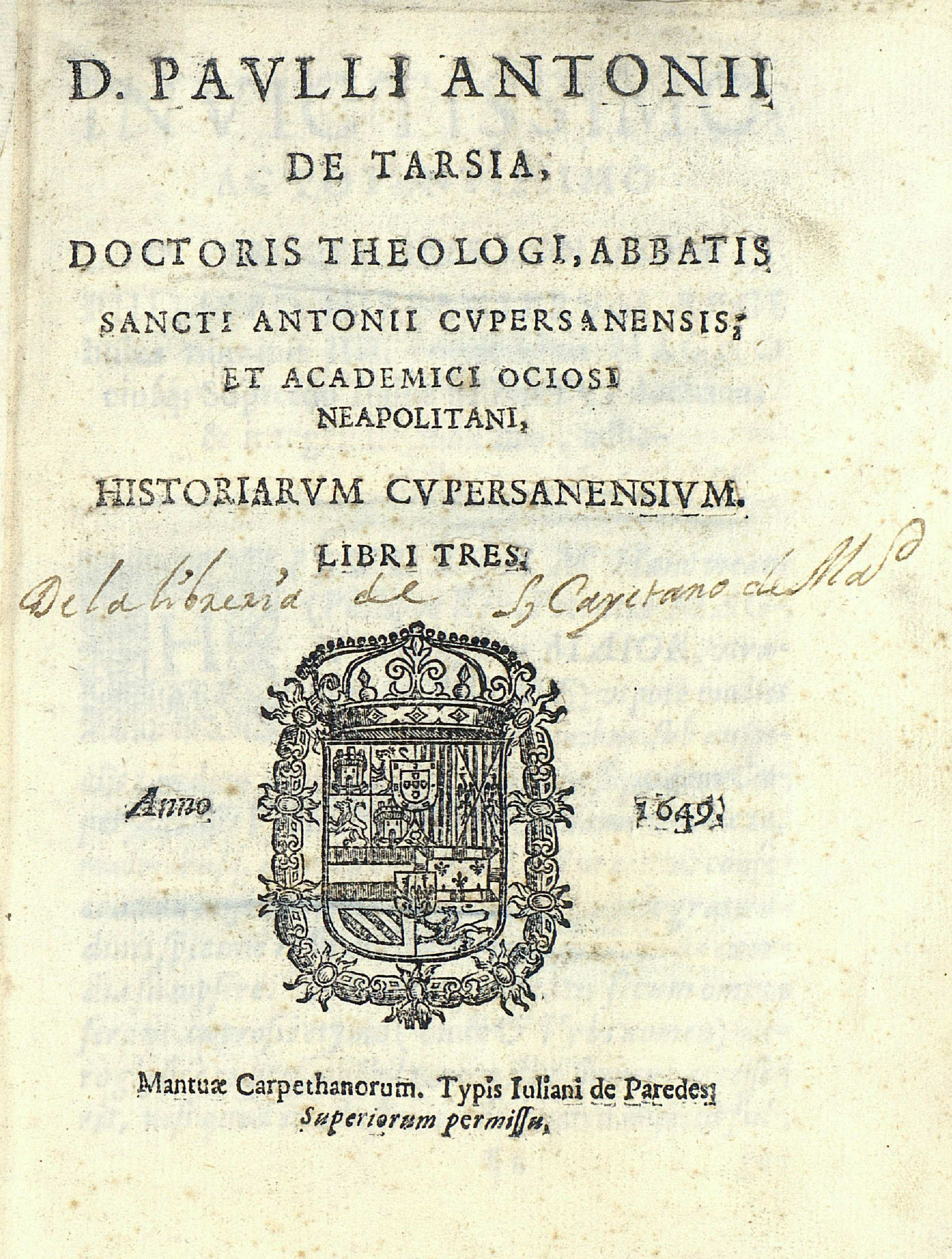
Paolo Antonio de Tarsia, portada de Historiarum Cupersanensium. Libri tres, Mantua Carpethanorum [Madrid], 1649. Biblioteca Nacional de España.

Paolo Antonio di Tarsia o Pablo Antonio de Tarsia (Conversano, 1619-Madrid, 1665), abad de Sant'Antonio de Conversano —o della Barba—, fue un escritor e historiador italiano establecido en Madrid, autor de la primera biografía dedicada a Quevedo.

## Biografía
Miembro de una familia de la nobleza pullesa, nació el 6 de mayo de 1649 en Conversano, en la región de Apulia, por entonces perteneciente al Reino de Nápoles. Habiendo optado por incorporarse al estado eclesiástico, se doctoró en Teología por la Universidad de Nápoles en 1642 y el mismo año fue invitado a incorporarse a la Academia de los Ociosos, mantenida en aquella ciudad por Giovanni Battista Manso. Tras un breve paso por Roma, en 1644 viajó a España como secretario e intérprete del conde de Conversano, quien debía presentarse ante Felipe IV para responder de los crímenes de los que le acusaba el virrey de Nápoles, Ramiro Núñez de Guzmán, duque de Medina de las Torres. En Madrid, tras obtener el perdón de su señor que un año más tarde pudo volver a Italia, Tarsia se convirtió en capellán y consejero del marqués del Carpio, por cuya mano envió en 1657 un memorial político-histórico de carácter autobiográfico a Felipe IV, «poderoso remedio de su amparo», aunque su enconada defensa del conde Giangirolamo II Acquaviva d'Aragona incomodó al embajador de la República de Venecia, quien forzó el destierro de Tarsia a Guadalajara el 12 de agosto de 1648, destierro que le fue levantado el mismo día que se le notificó.
Establecido en la corte trabó amistad con eruditos y escritores como Juan Eusebio Nieremberg, José Pellicer de Ossau y Tovar y Juan Tamayo de Salazar. En 1649 dio a luz una historia de Conversano: Historiarum Cupersanensium. Libri tres, reeditada en 1723 en el Thesaurus Antiquitatum et Historiarum Italiae. Su amistad personal con el sobrino carnal de Quevedo, al que visitó en la Torre de Juan Abad, le facilitó la redacción de una temprana Vida de Francisco de Quevedo Villegas, estimable biografía publicada en Madrid en 1663, aunque su carácter hagiográfico y la fiabilidad de algunas de sus informaciones han sido muy cuestionados, en particular en lo que se refiere a la supuesta participación de Quevedo en la conjuración de Venecia, que, pese a cuanto de ella escribe Tarsia, habría de descartarse por completo.
También redactó en castellano una historia de la rebelión de Masaniello y la posterior proclamación de la república napolitana, publicada póstumamente en Lyon en 1670: Tumultos de la ciudad y reyno de Nápoles en el año de 1647. Asumía aquí de nuevo, al tiempo que una postura proespañola y aristocrática, la defensa del conde de Conversano que, tras participar activamente en la represión de los amotinados con Masaniello, con absoluta lealtad a la corona española a pesar de sus anteriores veleidades filofrancesas, había sido de nuevo encarcelado y remitido a España en 1651, esta vez definitivamente, por su enfrentamiento con los virreyes españoles y sus apetencias de ejercer un poder absoluto sobre sus dominios.